# Basílica de Chabucauri
A basílica de Chabucauri (em georgiano: ჭაბუკაურის ბაზილიკა; romaniz.: Ch'abuk'auris bazilik'a) é uma igreja cristã primitiva — agora em ruínas — na região georgiana oriental da Caquécia, no território do assentamento histórico de Necressi, cerca de 1,5 quilômetro a noroeste do complexo monástico de Necressi. É uma grande basílica de três naves, datada do século IV ao V, tornando-se uma das primeiras igrejas cristãs da Geórgia. Foi desenterrada em 1998. A basílica está inscrita na lista dos Monumentos Culturais Imóveis de Significado Nacional da Geórgia.

## História

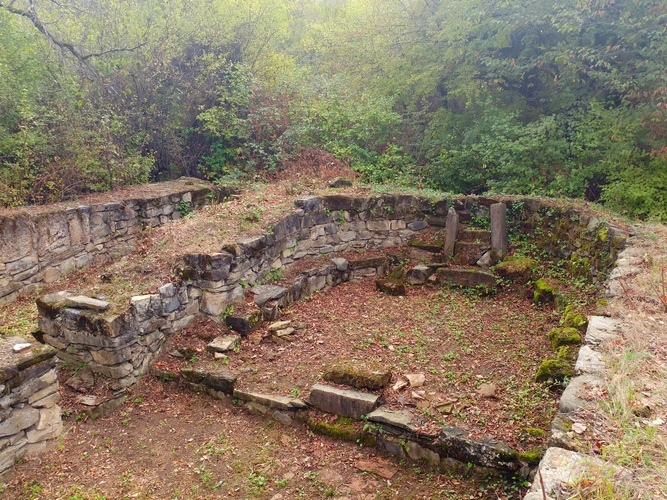
Nicho de altar na basílica de Chabucauri

A basílica foi descoberta em um lote homônimo em 1998 e foi datada, por motivos arquitetônicos e arqueológicos, do século IV ou V. Sendo uma das maiores basílicas da Geórgia, sua descoberta questionou uma suposição anterior de que os primeiros edifícios religiosos no leste da Geórgia eram tipicamente pequenos, estreitos e desenvolvidos autonomamente no país. Outra basílica enorme, a basílica de Dolochopi, foi descoberta a apenas quatro quilômetros a leste em linha reta, em 2012. Ambos os templos parecem ter feito parte do assentamento maior de Necressi, mas devido à falta de fontes escritas e à densa folhagem cobrindo a área, sua extensão permanece desconhecida. Esses estabelecimentos cristãos foram fundados pouco depois, pois um santuário zoroastrista localizado nas proximidades, o chamado templo do fogo de Necressi, foi abandonado. Nodar Bakhtadze, que escavou Chabucauri, identifica a basílica com uma igreja conhecida pelas primeiras crônicas georgianas medievais por ter sido fundada em Necressi pelo rei Tiridates da Ibéria (r. 394–406). O projeto da igreja está de acordo com os padrões romanos orientais estabelecidos, mas os detalhes arquitetônicos, como um santuário quadrangular e parabemas, mostram afinidades com as primeiras igrejas do Império Sassânida, como Hira, Aim Xaia e Carga, todas datadas do final do século IV.

## Leiaute
Chabucauri é uma basílica de três naves, medindo 33,4 x 15 metros. Foi construída com grandes blocos de calcário, pedras de trenó e cascalho. A nau é dividida em três naves por cinco pares de pilares retangulares. Um altar retangular parece ter sido colocado no sudeste da nave principal. Era ladeado, de cada lado, por pequenas câmaras retangulares, correspondendo aos pastofórios. O edifício tinha três entradas, no sul, oeste e norte. A nave principal parece ter sido danificada num terremoto pouco depois da construção da igreja e parte de seu setor nordeste foi convertida no corredor sul de um novo edifício menor. Esta nova igreja terminava em duas absides distintas em forma de ferradura, a maior das quais tinha um síntrono. A igreja tinha um telhado de madeira com telhas de cerâmica, mantidas no lugar com pregos e antefixos. Vários enterros medievais em cistas foram desenterrados no local. Dentro das ruínas da igreja, muitos fragmentos de cerâmica e duas lâmpadas de óleo de bronze exclusivas foram encontrados. A noroeste da basílica, há uma pequena estrutura absidal de função desconhecida, que era coberta por um piso de ladrilhos de terracota de alta qualidade. Há uma indicação de que as paredes do edifício já foram rebocadas e pintadas de vermelho.